# Mariakerk (Osnabrück)
De Mariakerk (Duits: St. Marien) is de protestantse markt- en parochiekerk in Osnabrück in de Duitse deelstaat Nedersaksen. Het betreft een van de belangrijkste monumentale gebouwen van de stad. De Mariakerk is de oudste burgerkerk van de stad en bevindt zich op de Markt naast de stadswaag en het raadhuis. Samen met de Sint-Petrusdom, de Sint-Catharinakerk en de Sint-Johanneskerk behoort de Mariakerk tot de vier middeleeuwse kerken in de binnenstad van Osnabrück.

## Voorgeschiedenis
Na de aanzienlijke verwoesting in de Tweede Wereldoorlog vond voor de wederopbouw van de Mariakerk vanaf 1950 uitgebreid archeologisch onderzoek plaats. Bij latere modernisering en restauraties werd opnieuw onderzoek verricht naar de bouwgeschiedenis van de Mariakerk. De opgravingen leverden de kennis op dat er minstens drie voorgangers van de huidige Mariakerk zijn geweest. De oudste voorganger betrof een zaalkerk uit de 10e eeuw. Opvallend aan de zaalkerk met een halfronde apsis is het robuuste muurwerk met een breedte van 2,30 meter, dat op de functie van een weerkerk duidt. Een tweede voorganger werd in de 11e eeuw op de fundamenten van de eerste zaalkerk opgericht. Opnieuw betrof het een zaalkerk met halfronde apsis. Van het afbraakmateriaal van de oude kerk werd nu een 14 meter hoge toren gebouwd. De jongste van de drie voorgangers ontstond in de 12e eeuw. De eenbeukige zaalkerk werd nu met twee smalle zijbeuken met oostelijke apsissen vergroot. Er ontstond dus een driebeukige basiliek zonder transept en met drie halfronde apsissen. Van de laatste bouw bevinden zich resten in het lagere deel van de huidige toren.

## De huidige Mariakerk
Tijdens de 13e en 14e eeuw volgde de verbouwing van een drieschepige basiliek tot de huidige gotische hallenkerk. De westelijke toren werd met vier verdiepingen verhoogd en het koor werd rechthoekig afgesloten. Met een nieuwe verbouwing van het rechthoekige koor in een kooromgang in 1430-1440 liepen de bouwwerkzaamheden voorlopig ten einde.
De opgelopen schade in de Tweede Wereldoorlog werd parallel lopend aan het archeologisch onderzoek stapsgewijs tot 1950 hersteld. De herbouw stond onder leiding van de architect Max H. Berling en leidden tot wijzigingen in het interieur en de kleurstelling van het interieur.

## Architectuur
Het hoofdschip van de Mariakerk heeft een lengte van drie traveeën. Beide zijschepen tellen vier traveeën. Door de verlenging van de zijschepen met elk één travee wordt de toren in het gebouw opgenomen. Het middenschip wordt door arcades met enorme bundelpijlers van de iets smallere zijschepen gescheiden. In het oosten voegt zich het basilicale, polygonale koor met kooromgang aan. In het noorden bevindt zich naast het koor de sacristie met een vierkant grondplan. De vier gewelven van de sacristie steunen op een centrale bundelpijler. De gotische hal wordt overdekt met kruisribgewelven. Het schip (middenschip met beuken) is 20,56 meter hoog, 25,5 meter lang en 24,5 meter breed, waardoor een bijna kubusvormige ruimte ontstaat.
De vormgeving van de noord- en zuidzijde van de Mariakerk is symmetrisch. Zowel de noord- als de zuidzijde kent twee portalen. Aan de zijde van de Markt heeft de kerk per travee een met maaswerk gedecoreerde topgevel. De voor de gotiek typerende steunberen maken de hoge smalle gotische vensters mogelijk. De steunberen gaan naar boven over in fioelen met waterspuwers tussen de topgevels. Het aanzien van de buitenkant van het koor, bestaande uit de kooromgang en de lichtbeuk, wordt bepaald door steunberen, luchtbogen, balustradus en fioelen.

## Het Bruidsportaal
Het bruidsportaal bevindt zich aan de zuidelijke zijde. Het hoge frontaal en de rijke versiering bepalen de hoofdingang van de Mariakerk. Links van het portaal bevinden zich de vijf wijze maagden onder aanvoering van Ecclesia en rechts de dwaze maagden onder leiding van Synagoge. Ecclesia en Synagoge vertegenwoordigen het nieuwe en het oude verbond. De Bijbelse vertelling van de wijze en dwaze maagden bevinden zich vaker op grote Duitse sacrale bouwwerken. In het timpaan wordt de kroning van Maria uitgebeeld. Zowel de beelden van de dwaze en de wijze maagden als het reliëf van de kroning van Maria zijn 19e-eeuwse replica's. De originele beelden bevinden zich in het Kulturgeschichtlichen Museum Osnabrück.

## Interieur

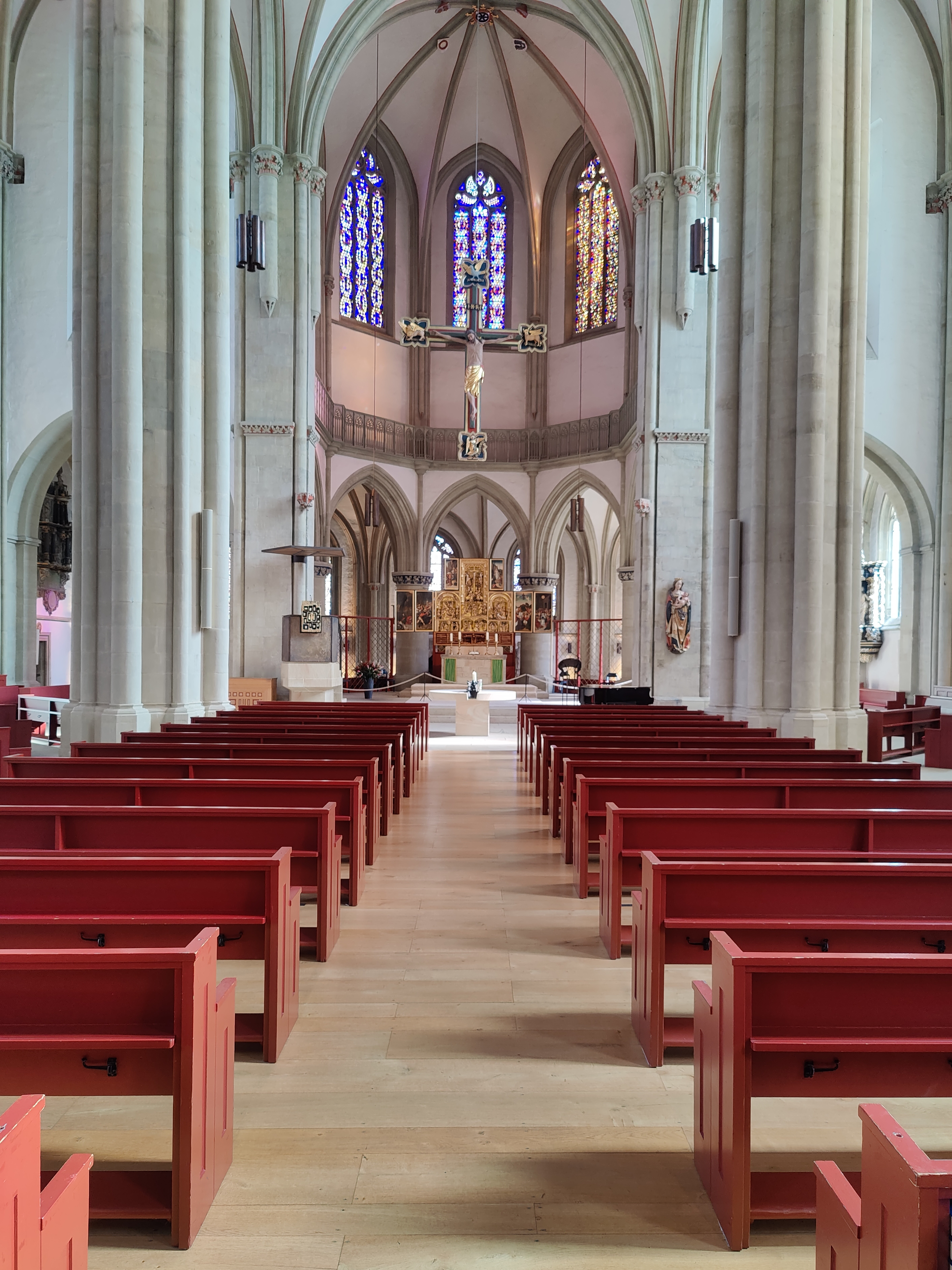
Interieur (2022)

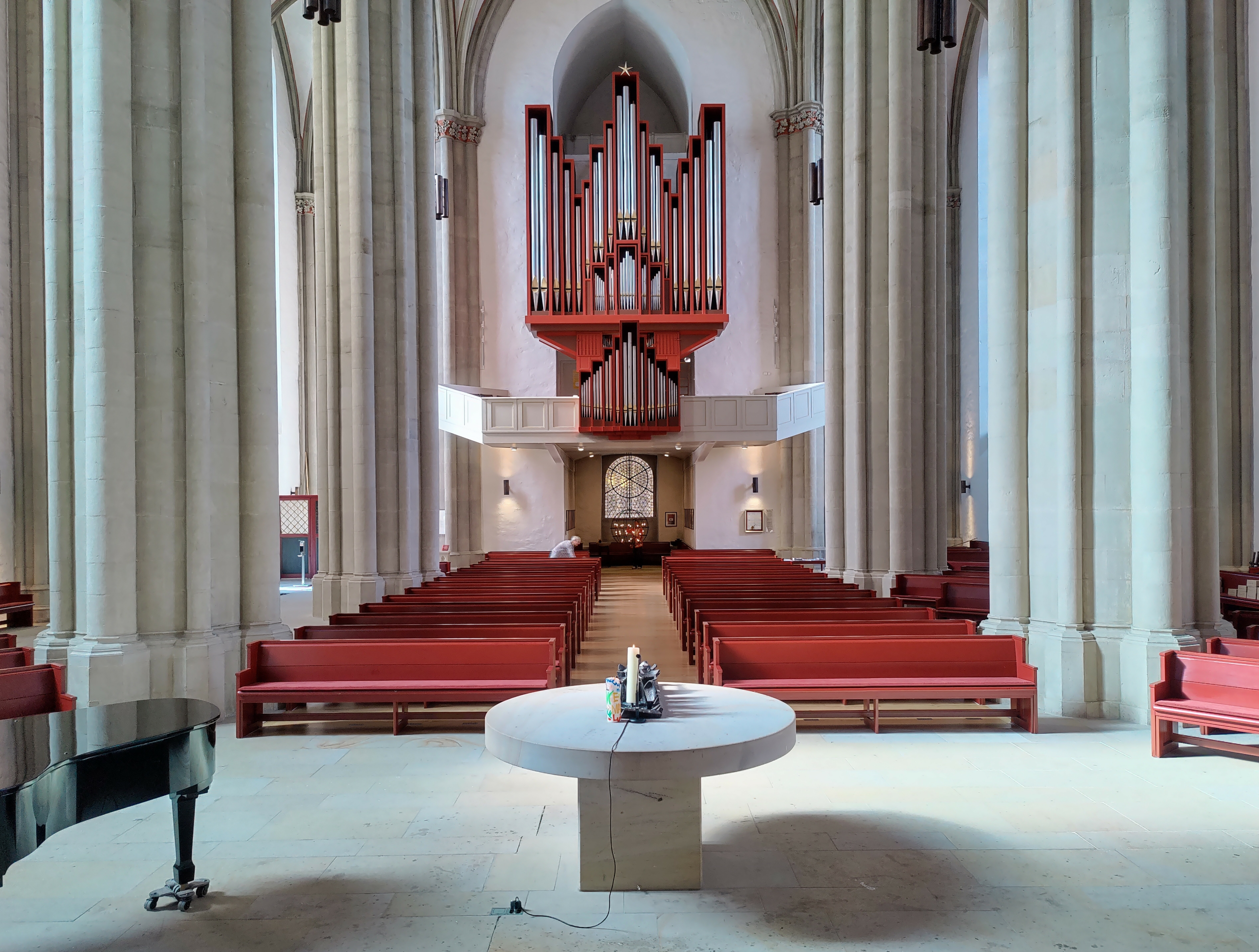
Interieur, zicht op het Flentrop orgel

De Mariakerk bezit een aantal belangwekkende interieurstukken die verschillende stijlen vertegenwoordigen. Op de zuidzijde van de kooromgang bevindt zich een Madonna uit de vroege 16e eeuw. De kerk heeft meerdere 16e- en 17e-eeuwse renaissance en barokke epitafen. Het Antwerpse vleugelaltaar is vroeg-16e-eeuws, het triomfkruis is vroeg-13e-eeuws en het doopvont 16e-eeuws. Voorts bevinden zich in de kerk een aantal fraaie sluitstenen en kapitelen.

### Triomfkruis
Het triomfkruis behoort tot de oudste interieurstukken van de kerk. Oorspronkelijk stonden op de nog aanwezige consoles links en rechts van het kruis de beelden van Maria en Johannes.

### Vleugelaltaar
Het hoofdaltaar werd rond 1520 in Antwerpen gemaakt. Op de in totaal 12 beschilderde panelen aan de voor- en achterkant wordt de geschiedenis van de geboorte van Christus tot Zijn opstanding en de nederdaling van de Heilige Geest uitgebeeld. Het houtgesneden middelste deel vertoont in zes nissen de Verkondiging, de Maria-Visitatie, de geboorte, de aanbidding, de besnijdenis en de Presentatie van Christus in de Tempel. Daarboven bevindt zich in drie delen de lijdensgeschiedenis: de kruisopname, de kruisiging en de kruisafname. De predella uit 1390 werd in de laatste wereldoorlog vernietigd.

### Orgel
Het orgel van de Mariakerk werd in 1967 door het Nederlandse bedrijf Flentrop Orgelbouw gebouwd en in 1998 gerestaureerd. Het instrument heeft mechanische sleepladen.

### Klokken
Er hangen vijf klokken in de toren (gis° (Hosianna) –h° (Gloria) –dis' (Amen) –fis' (Kyrieleis) –gis' (Halleluja)), die alle vijf in 1959 werden gegoten.